# Chan Pui Kei
Chan Pui Kei (chinesisch 陳佩琦 / 陈佩琦; * 24. März 2000 in Hongkong) ist eine Sprinterin aus Hongkong.

## Sportliche Laufbahn
Erste internationale Erfahrungen sammelte Chan Pui Kei Wai bei den Asienmeisterschaften 2015 in Wuhan, bei denen sie in der ersten Runde über 100 und 200 Meter ausschied. Im Jahr darauf gewann sie bei den Juniorenasienmeisterschaften in der Ho-Chi-Minh-Stadt in 11,85 s die Silbermedaille im 100-Meter-Lauf hinter der Chinesin Liu Qun. Auch mit der Hongkonger 4-mal-100-Meter-Staffel gewann sie in 45,84 s die Bronzemedaille. Im Jahr darauf gewann sie bei den Jugendasienmeisterschaften in Bangkok jeweils die Silbermedaille über 100 und 200 Meter sowie Bronze mit der Sprintstaffel (1000 Meter). Zudem qualifizierte sie sich für beide Disziplinen für die Jugendweltmeisterschaften in Nairobi, bei denen sie jeweils in der ersten Runde ausschied. Anfang September erfolgte die Teilnahme an den Asian Indoor & Martial Arts Games in Aşgabat, bei denen sie über 60 Meter in 7,62 s im Vorlauf ausschied.
2018 nahm sie erneut an den erstmals an den Juniorenasienmeisterschaften in Gifu teil, belegte über 100 Meter Rang vier und über 200 Meter Rang fünf und gewann mit der Staffel in 47,00 s erneut die Bronzemedaille. Ende August nahm sie erstmals an den Asienspielen in Jakarta teil und schied über 100 und 200 Meter jeweils in der ersten Runde aus und belegte mit der 4-mal-100-Meter-Staffel in 45,73 s den achten Platz. 2023 schied sie bei den World University Games in Chengdu mit 11,80 s im Halbfinale über 100 Meter aus und im Oktober belegte sie bei den Asienspielen in Hangzhou mit der Staffel in 45,24 s den vierten Platz. Im Jahr darauf belegte sie bei den Hallenasienmeisterschaften in Teheran in 7,44 s den siebten Platz über 60 Meter. 2025 schied sie bei den Asienmeisterschaften in Gumi mit 11,82 s im Vorlauf über 100 Meter aus und belegte mit der Staffel in 44,88 s den siebten Platz. Anschließend schied sie bei den World University Games in Bochum mit 12,17 s in der ersten Runde über 100 Meter aus.
In den Jahren 2022, 2024 und 2025 wurde Chan Hongkonger Meisterin im 100-Meter-Lauf.

## Persönliche Bestleistungen
- 100 Meter: 11,70 s (+1,4 m/s), 10. Mai 2025 in Hongkong
  - 60 Meter (Halle): 7,44 s, 18. Februar 2024 in Teheran (Hongkonger Rekord)
- 200 Meter: 24,57 s (+0,5 m/s), 23. Mai 2017 in Bangkok